# 오사카 시립 도서관
오사카 시립 도서관(일본어: 大阪市立図書館, 영어: Osaka Municipal Library)은 일본 오사카부 오사카시에 있는 도서관이다. 오사카 시내 24구에 각각 1개씩 설치되어 있다.